# Arqueta de San Isidoro
La arqueta de San Isidoro es una arqueta-relicario de madera forrada con chapas de plata de estilo románico, realizada a mediados del siglo XI, que contuvo hasta el siglo XIX las reliquias de San Isidoro de Sevilla. Se encuentra depositada en el museo de la basílica de San Isidoro de León.
Esta arqueta estaba colocada dentro de otra arca de madera recubierta de oro, esmaltes y pedrería, que fue completamente despojada de dichos materiales preciosos por las tropas francesas en 1808, durante la guerra de la Independencia. Por ello, desde mediados del siglo XIX las reliquias de San Isidoro de Sevilla se encuentran depositadas en una urna de plata realizada en 1847 por el orfebre Manuel Rebollo, que está colocada en el altar mayor de la basílica de San Isidoro de León.
El eclesiástico e historiador Antonio Viñayo González, que fue abad de la basílica de San Isidoro de León, señaló que la arqueta de San Isidoro ha sido citada como:

Obra magistral en el tesoro de nuestras creaciones artísticas y exaltación de lo que hoy se llama expresionismo.

## Autoría y estilo
Se desconoce la identidad del autor o autores de la arqueta, aunque diversos autores señalan la probabilidad de que la factura sea leonesa pero el artífice fuera un orfebre extranjero conocedor del estilo imperante en la zona renana en esa época, ya que el estilo de la arqueta se asemeja al de las puertas de bronce de la iglesia de San Miguel de Hildesheim y al del frontal de oro (antipedium) de la catedral de Basilea.

## Cronología y materiales

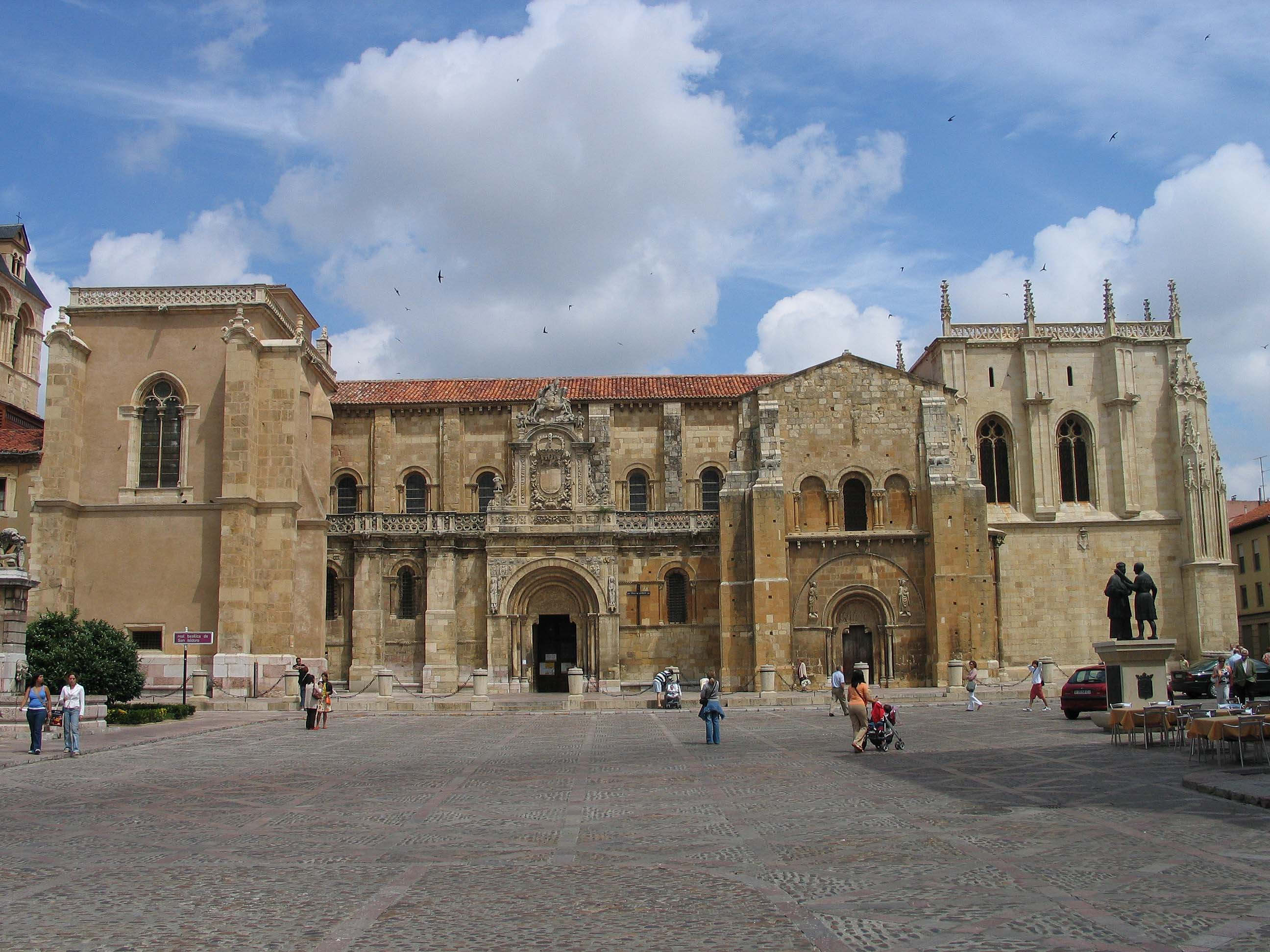
Basílica de San Isidoro de León.

Las descripciones más antiguas de la arqueta son las proporcionadas por Ambrosio de Morales en el siglo XVI y José Manzano en el siglo XVIII. Diversos autores señalan que probablemente fue realizada entre 1063, año en que las reliquias de San Isidoro llegaron a la ciudad de León, y 1065, año de la defunción del rey Fernando I de León. Aunque la arqueta fue remodelada posteriormente, no hay constancia de que en ella hubiese habido alguna inscripción alusiva al rey Fernando I o a su esposa, la reina Sancha, aunque es probable que por voluntad de los soberanos la arqueta fuese destinada a contener las reliquias de San Isidoro.
La arqueta de madera está forrada exteriormente con chapas de plata en su color y dorada, grabada, repujada y cincelada. El interior del cuerpo del arca está forrado con tela andalusí. La tapa está forrada interiormente con tejido de procedencia árabe bordado con colores azules, sepias y amarillos y con figuras de aves y cuadrúpedos. La tradición señala que dicho tejido árabe es el manto de Al-Mutadid, rey de Sevilla, y que el propio monarca habría tendido sobre el féretro de San Isidoro cuando las reliquias del santo abandonaron la ciudad de Sevilla.

## Descripción

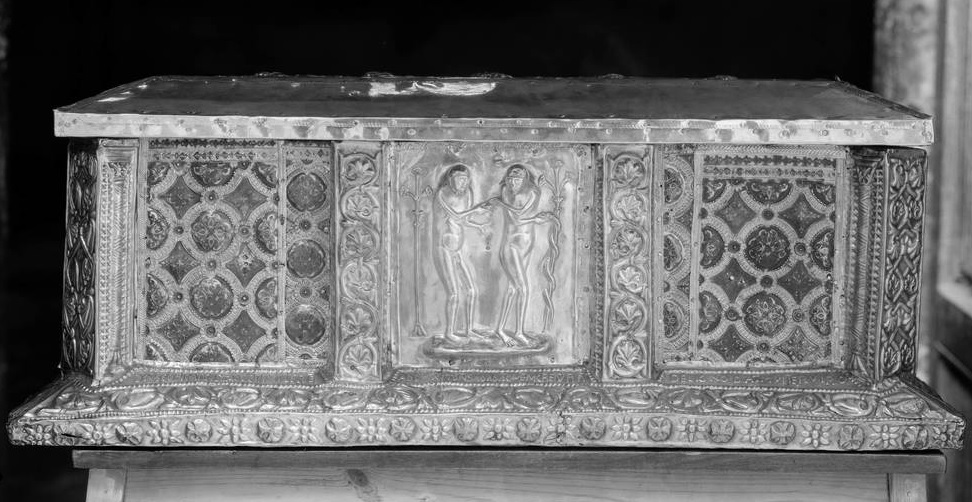
Reverso del arca

El aspecto más significativo de la arqueta, desde el punto de vista artístico es el volumen tan acusado con el que aparecen representados los personajes cincelados en el arca y, especialmente, el considerable tamaño de las cabezas de los personajes. Por esta razón, las cabezas de algunos personajes fueron realizadas en piezas de metal diferentes y rellenadas con cera a fin de proporcionarles mayor solidez y, a continuación, fijadas con clavillos de metal en el lugar correspondiente.
La tapa de la arqueta fue dañada por las tropas francesas durante la Guerra de la Independencia Española. En la tapa aparecen representados actualmente cinco personajes separados por franjas con adornos florales y la imagen central representa a un rey, probablemente Fernando I de León, revestido con manto y corona.
La forma de la tapa era posiblemente troncopiramidal, pero en 1808 desaparecieron cinco figuras que aún permanecían en el siglo XVIII y que tal vez representarían a la reina Sancha de León y sus acompañantes.
En los laterales de la arqueta aparecen representados seis pasajes del libro del Génesis, aunque en un panel independiente aparece un individuo con barba que, debido a su indumentaria y aspecto se asemeja a modelos de época carolingia. Aunque en la actualidad están incompletas, las escenas del Génesis que aparecen representadas con su correspondiente texto explicativo y ordenadas correctamente serían las siguientes:
- Creación de Adán. HIC FORMA/T(UR) ADA(M) ET INSPI/RAT(TUR) A D(E)O
- Creación de Eva. Desaparecida en la actualidad. D(OMI)N(US) EDIFICAT COSTA(M) AD(A)E IN MULIERE(M)
- Conducción de los animales por Dios ante Adán. Desaparecida en la actualidad. ADDUXIT DOMINUS AD ADAM OMNEM CREATURAM
- Comisión del pecado. Cambiada de lugar. DE LIGNO DAT MULIER VIRO
- Dios amonesta a Adán y Eva.
- Dios Padre, que aparece representado como Cristo, viste a Adán y le expulsa del Paraíso. DIXIT/ D(EU)S/ ADA(M)/ UBI/ ES.